# Lukas Thöni
Lukas Thöni (* 22. Oktober 1982 in Bern) ist ein Schweizer Jazzmusiker (Trompete, auch Flügelhorn und Kornett).

## Leben und Wirken
Thöni begann mit neun Jahren Trompete in der Jugendmusik Bern-Bümpliz zu spielen; fasziniert von Miles Davis, den er über dessen im Fernsehen übertragenes letztes Konzert kennenlernte, entdeckte er sehr früh den Jazz. Er studierte nach der Matura auf der Swiss Jazz School bei Bert Joris. 2005 gewann er den ersten Solistenpreis an der Jazzparade Fribourg und ein Förderstipendium der Friedl Wald Stiftung. Als Repräsentant der Schweiz tourte er 2007 mit dem European Youth Jazz Orchestra durch Dänemark, Schweden, Deutschland und China.
Thöni ist Mitglied im Swiss Jazz Orchestra. Seine Konzerttätigkeit führte ihn durch ganz Europa, nach Afrika, Asien und Amerika. Er ist Sideman bei Stefan Eicher, Philipp Fankhauser, aber auch in Kaspar Ewalds Exorbitantem Kabinett, bei Reto Suhner und bei This Is Pan von Matthias Kohler. 2011 veröffentlichte er mit dem Amygdalaproject sein erstes eigenes Album. Das Quintett-Album Reflections / Live at Haberhaus von Christoph Grab, an dem er beteiligt war, kam 2020 auf die Bestenliste des Preises der Deutschen Schallplattenkritik. Gemeinsam mit Nicole Pfister betreibt er in Bern das Anuk Label.